# 卡尔夫县
卡尔夫县（Landkreis Calw）是德国巴登-符腾堡州的一个县，隶属于卡尔斯鲁厄行政区，首府卡尔夫。

## 地理
卡尔夫县北面与恩茨县和普福尔茨海姆市，东面与伯布林根县（斯图加特行政区），东南面与蒂宾根县（蒂宾根行政区），南面与弗罗伊登施塔特县，西面与拉施塔特县，西北面与卡尔斯鲁厄县相邻。